# Proof
DeShaun Holton, àlies Proof, (2 d'octubre de 1973 – 11 d'abril de 2006; Detroit, Michigan, Estats Units) va ser raper i integrant del grup D12. Era un dels millors amics d'Eminem, que es va tatuar el mateix tatuatge que tenia Proof, inscrit amb el seu nom al braç poc després que morís. Va actuar a la pel·lícula 8 milles com a Lil' Tic i a "The Longest Yard".
Proof va fer un treball en solitari que comptava amb les col·laboracions d'Eminem, 50 Cent, Method Man, Nate Dogg, B-Real de Cypress Hill, de T3 de Slum Village, Obie Trice, Royce Da 5'9" i altres membres de D12, amb la seva pròpia discogràfica Iron Fist Records.

## Primers anys de vida

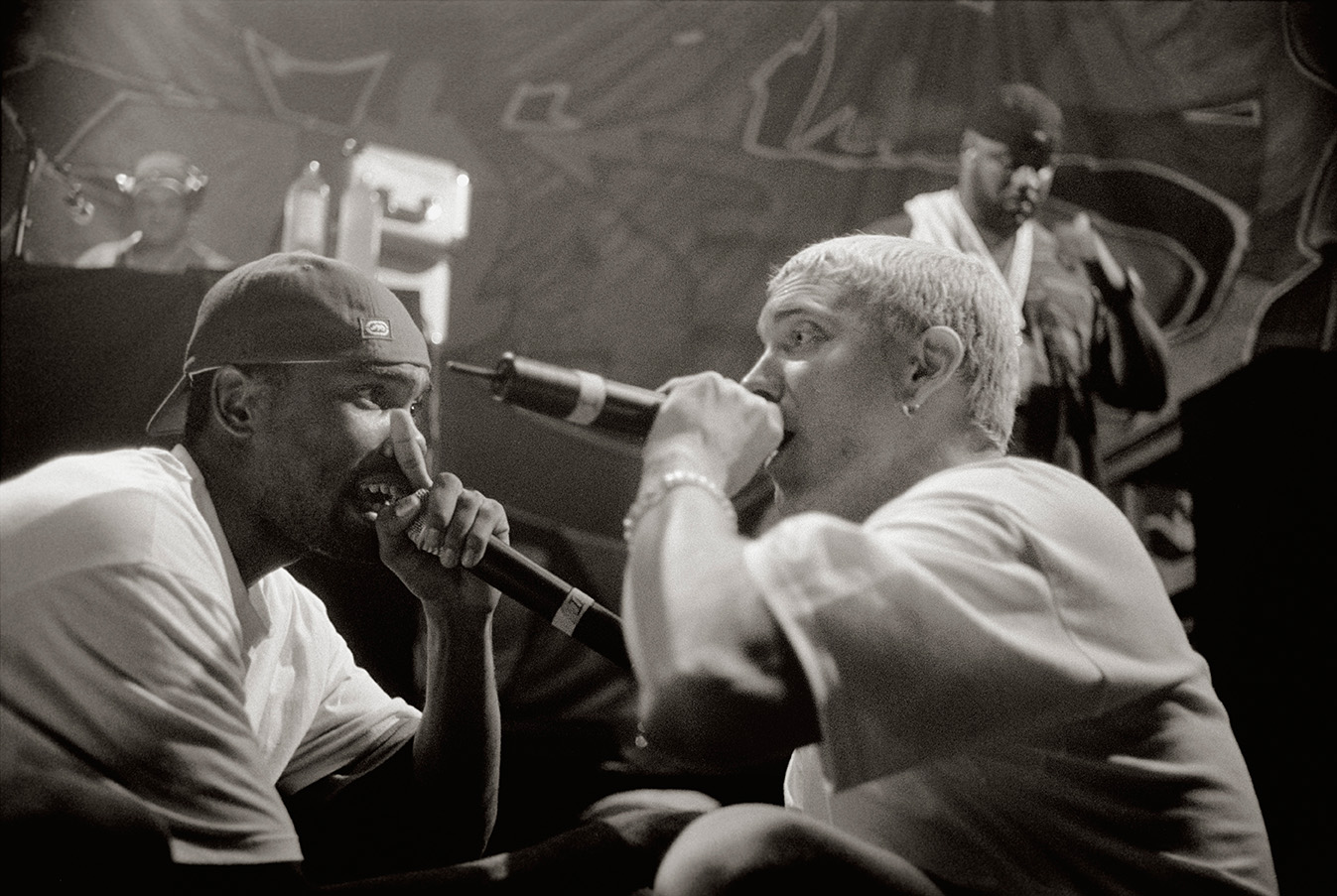
Proof i Eminem 1999 al Juice Jam de Munic/Alemanya

DeShaun Dupree Holton va néixer a Sharallene "Pepper" Holton, d'una mare soltera. El seu pare, McKinley Jackson, era un productor musical que va marxar per seguir la seva carrera abans del naixement d'Holton. DeShaun va ser molt amic d'Eminem des de molt jove.

## Carrera
Conegut originalment com a Maximum, sota el sobrenom de "Proof", Holton va assolir la prominència nacional quan va formar D12 "The Dirty Dozen" el 1995 amb els seus amics Eminem, Bizarre, Mr. Porter i un amic de secundària Eye-Kyu. Poc després, Proof va reclutar dos amics, B-Flat i Dirty Ratt, per al grup. Això va crear la primera formació del supergrup D12 de Proof. Finalment, aquesta primera encarnació del grup a principis de 1996 perquè els membres originals de D12, Eye-Kyu, B-Flat i Dirty Ratt, estaven més centrats a gravar música amb els seus altres grups. Eminem, no va poder assistir a les sessions d'estudi perquè també treballaven amb els seus altres grups. Proof va decidir trencar aquesta versió del grup l'any 1996. Posteriorment, Proof va reformar el grup a mitjans de 1996. Aquesta vegada Proof es va anomenar Bizarre i Eminem, ja que estaven disponibles. També li va preguntar a Denaun, que va dir que no tornaria al grup tret que reclutin un afiliat i amic del grup, Kuniva. Proof va permetre a Denaun posar a Kuniva al grup, ja que tots els membres en aquell moment ja eren amics de Kuniva. Aleshores Bizarre va decidir que un dels amics de Proof, que era un raper (de 6th Mile, Detroit) anomenat MC Bugz, hauria de estar al grup. Bugz també era un amic d'infància de B-Flat i Dirty Ratt, que anteriorment havien sortit de D12. Els primers assoliments individuals van incloure ser presentat a la columna "Unsigned Hype" de The Source el 1999 i gairebé guanyar la Blaze Battle de 1998. La seva primera aparició a la televisió va ser al vídeo de "Age Ain't Nothing But a Number" d'Aaliyah.
L'any 2000, Proof va fer una gira amb Eminem, Dr. Dre, Ice Cube i Snoop Dogg a la gira Up In Smoke, actuant com a home de bombo per a Eminem. Va obtenir més exposició el 2001 amb el llançament de Devil's Night, l'àlbum debut de D12 a Interscope Records. L'any següent, Proof va col·laborar amb Dogmatic a "Promatic" i es va unir a la gira "Anger Management" d'Eminem en suport del llançament. Va aparèixer a la pel·lícula 8 Mile juntament amb Eminem i Xzibit. Proof va aparèixer com Lil' Tic, un raper d'estil lliure que lluita contra el personatge principal, B-Rabbit, interpretat per Eminem. Per aprofitar la publicitat de la pel·lícula, Proof va llançar un EP de sis cançons anomenat Electric CoolAid Acid Testing. Proof també va protagonitzar un cameo, al costat de la resta de D12 (excepte per Eminem), a The Longest Yard, apareixent com "Basketball Convicts" durant els crèdits.

## Treball en solitari
Proof va llançar un àlbum en solitari amb col·laboracions amb 50 Cent, Method Man, Nate Dogg, B-Real de Cypress Hill, T3 de Slum Village, Obie Trice, King Gordy, Eminem i D12. Proof va dir que no va produir el disc amb Shady Records o Aftermath perquè volia "construir la seva pròpia feina", anomenat Searching for Jerry Garcia, l'àlbum va ser llançat el 9 d'agost de 2005 amb el seu propi "Iron Fist". Segell discogràfic conjuntament amb IDN Distribution d'Alliance Entertainment, deu anys després de la mort del líder de Grateful Dead, Jerry Garcia. Contenia la cançó profètica Kurt Kobain en la qual va escriure sobre la seva pròpia mort i "passant el signe" a 1st Born com el seu protegit una vegada que se'n va anar. La prova va dir que considerava Garcia com un "geni" que patia defectes de caràcter comuns. Proof va manifestar la seva admiració per l'estil eclèctic de Garcia, dient que Garcia "anava a contracorrent". Proof va afirmar com volia ser recordat en una entrevista a SOHH, com poc després del llançament del seu àlbum:
| « | "Vull que la gent digui que era un veritable artista, que ho vaig fer millor i que em vaig mantenir fidel a les arrels del Hip Hop […] ] M'agradaria que la gent entengués que ho vaig fer per amor, no per les llistes." | » |

 L'àlbum va rebre crítiques favorables, que van comentar la seva naturalesa "eclèctica" i "introspectiva". Malgrat la seva llista d'aparicions de convidats i crítiques favorables, el llançament no va tenir un impacte significatiu a les llistes. Proof també va gravar una cançó, "How I Live", amb Twiztid per al seu àlbum Independents Day poc abans de la seva mort. A més d'aquests, va gravar durant la seva gira per Gold Coast el 2006, que va ser exactament dues setmanes abans de la seva mort, una cançó amb "Liquidsilva" d'Austràlia.

## Tir i mort
L'11 d'abril de 2006, Mario Etheridge va disparar tres vegades a Proof, una al cap i dues vegades al pit, després que esclatés una disputa durant una partida de billar al CCC Club a 8 Mile Road a Detroit. Un joc de billar entre Proof i Keith Bender es va convertir en una discussió acalorada i després es va convertir en un altercat físic. Etheridge, que era el cosí de Bender, va disparar un tret d'advertència a l'aire. Hi ha hagut molts informes contradictoris sobre els papers de Proof i Keith Bender en el tiroteig, però es va informar que Proof després va disparar a Bender al cap durant l'altercat. Bender no va morir immediatament pel tret, però va morir una setmana més tard a causa de les seves ferides. En resposta a Proof que va disparar a Bender, Etheridge va disparar a Proof tres vegades, una al cap i dues vegades al pit, matant-lo al lloc dels fets. En el moment de la seva mort, el contingut d'alcohol en sang de Proof era de 0,32, quatre vegades el límit legal de DUI. L'advocat de Proof, David Gorosh, va acusar la policia i els mitjans de ser "temerats" per suggerir que el seu client va disparar els primers trets sense tenir proves contundents. Unes setmanes després de la mort d'ambdós homes, la família de Bender va iniciar una demanda per mort injusta contra el patrimoni de Proof. Les autoritats van determinar que Etheridge actuava legalment en defensa d'un altre; no obstant això, va ser declarat culpable de portar una arma de foc il·legal i de disparar dins d'un edifici.
El 19 d'abril de 2006, es va celebrar un servei de comiat a la "Fellowship Chapel" de Detroit a una sala plena de 2.660 persones, incloent-hi els amics de tota la vida d'Eminem, Royce Da 5'9, 50 Cent i milers més de dol a l'exterior. Després va ser enterrat al cementiri de Woodlawn.
Set mesos després de la mort de Proof, el seu amic íntim Reginald "Mudd" Moore, que estava amb ell a la discoteca on va ser assassinat, va concedir una entrevista exclusiva a la revista XXL on va explicar un relat diferent del que va passar aquella nit. En la versió de Mudd dels esdeveniments, Proof no es presenta ni com l'instigador ni com un assassí a sang freda. Segons Mudd, la nit va començar amb ell i Proof i dos dels seus amics bebent. Van arribar al club Triple C al voltant de les 3:55 del matí, on una baralla entre Keith Bender i Proof es va intensificar per un joc de billar. Aleshores, el gorila Mario Etheridge va treure la seva pistola i va disparar dos trets a l'aire per trencar la baralla, però en canvi els trets van causar pànic. En Mudd va continuar afirmant que Proof intoxicat el va empènyer fora del camí, va agafar la seva arma i va disparar una vegada a l'aire. Llavors Keith Bender va venir per darrere i va començar a atacar a Proof, intentant treure-li l'arma de la mà. Etheridge es va acostar i va començar a disparar en direcció a Proof i Bender, matant ambdós homes.

El 2008, la cantant i compositora gal·lesa Jem va dedicar la cançó "You Will Make It" a la memòria de Proof (que apareix sota el seu nom de naixement DeShaun Holton) al seu segon àlbum Down to Earth. A les notes, va dir
| « | "Per les vostres famílies i amics i per tots aquells que van viure la tragèdia de la pèrdua sobtada". | » |

A principis de 2009, Jem va revelar 
| « | La cançó tracta de perdre algú i la vaig escriure l'endemà que el meu amic Proof fos assassinat. Estava a Detroit amb els amics d'Eminem, amb els quals vaig estar gravant, quan va passar. | » |

Eminem va elogiar el seu amic amb la cançó inèdita "Difficult", que es va filtrar al públic el 2010. Eminem va elogiar Proof on Recovery amb "You're Never Over". Eminem ha esmentat Proof en diverses cançons, com ara "Going Through Changes", "Deja Vu", "Walk on Water", "Believe", "Arose", "Stepping Stone", "Venom" i "Zeus".

## Discografia
- Anywhere EP (1996)
- Electric Coolaid Acid Testing EP (2002)
- I Miss the Hip Hop Shop (2004)
- Searching for Jerry Garcia (2005)

With D12
- The Underground EP (1997)
- Devil's Night (album)|Devil's Night (2001)
- D12 World (2004)

With Funky Cowboys
- Livin' Proof: Funky Cowboys Vol 1 (2017) (Recorded in 1996)
- Livin' Proof: Funky Cowboys Vol 2 (2018) (Recorded in 1996/1997)

## Filmografia
| Any  | Film                            | Rol                |
| ---- | ------------------------------- | ------------------ |
| 2002 | 8 Mile'                         | Lil Tic            |
| 2005 | The Longest Yard                | Basketball Convict |
| 2006 | Rap Sheet: Hip-Hop and The Cops | Himself            |

## Videografia
- "Age Ain't Nothing but a Number (song)" (1995), extra
- "The Real Slim Shady" (2000), extra
- "Shit on You" (2000)
- "Purple Hills" (2001)
- "Fight Music" (2001)
- "Rap Name" – Obie Trice (2002), extra
- "Superman" – Eminem (2002) extra
- "In Da Club" – 50 Cent (2003) extra
- "Nightmares" (2003), extra
- "Git Up" (2004)
- "My Band" (2004)
- "40 Oz" (2004)
- "How Come" (2004)
- "U R the One" (2004)
- "Like Toy Soldiers" (2005) – acting as Bugz
- "Mockingbird (Eminem song)" (2005) – Archive footage
- "Punk'd" Season 4, Episode 8 (2005)
- "Ass Like That" – Eminem (2005)
- "Hannicap Circus Rockstar" – Bizarre (rapper) (2005)
- "Welcome 2 Detroit (song) (2005), extra
- "Gurls Wit Da Boom" (2005)
- "Walk on Water (Eminem song) (2017) - Archive footage